# Danmarks ambassade i Chișinău
Danmarks ambassade i Chișinău er Danmarks officielle repræsentation i Moldova. Ambassaden blev åbnet den 25. januar 2024 af udenrigsminister Lars Løkke Rasmussen som led i Danmarks bestræbelser på at styrke de diplomatiske og økonomiske forbindelser med Moldova.
Ambassadens hovedopgaver omfatter at fremme politisk dialog, støtte danske virksomheder på det moldoviske marked og yde konsulær bistand til danske borgere i Moldova. Derudover arbejder ambassaden for at styrke kulturelt og samfundsmæssigt samarbejde mellem de to lande og understøtter Moldovas europæiske ambitioner.
Ambassaden i Chisinau arbejder tæt sammen med den danske ambassade i Bukarest, som tidligere varetog Danmarks forbindelser til Moldova. Dette samarbejde sikrer en koordineret indsats og effektivitet i de bilaterale relationer.